# Gaston Glock
Gaston Hellmut Glock (* 19. Juli 1929 in Wien; † 27. Dezember 2023 in Klagenfurt) war ein österreichischer Ingenieur und Unternehmer. Er war ab 1963 selbständig im Kunststoffbereich tätig. 1980/81 entwickelte er eine neuartige Pistole, die Glock 17, die 1982 als neue Armeepistole beim österreichischen Bundesheer eingeführt wurde. Glock gründete die Waffenproduktionsfirma Glock GmbH an seinem Wohnort Deutsch-Wagram und wurde in den folgenden Jahren mit seinen Glock-Pistolen vor allem auch auf dem US-amerikanischen Markt kommerziell erfolgreich.

## Leben

### Berufsleben
Gaston Hellmut Glock, der Sohn eines Eisenbahnarbeiters, wurde als Jugendlicher gegen Ende des 2. Weltkriegs in die Wehrmacht zwangsrekrutiert. Nach dem Krieg schloss er 1947 in Wien die Ausbildung an der Bundesgewerbeschule, Abteilung Maschinenbau, ab (Standesbezeichnung Ingenieur) und war anschließend als Kunststofftechniker tätig. Im Jahr 1963 gründete er die Glock KG, mit der er Kunststoff- und Metallteile für Türen und Fenster herstellte. Ab 1970 belieferte Glock das österreichische Bundesheer mit dem Glock Feldmesser, Feldspaten, Übungshandgranaten und Maschinengewehrgurten. Als das österreichische Bundesheer 1980 eine neue Handfeuerwaffe suchte, die mit großer Magazinkapazität einfach zu handhaben und kostengünstig in der Anschaffung sein sollte, bot sich Glock an, eine neue Waffe zu entwickeln. In enger Abstimmung mit Waffenexperten der Armee entwarf er den Prototyp einer Pistole mit einem Griff aus Kunststoff und einem Abzug mit vorgespanntem Schlagbolzen. Am 30. April 1981 reichte Glock ein entsprechendes Patent ein. Da es sich um sein insgesamt 17. Patent handelte, nannte er die neue Pistole Glock 17.

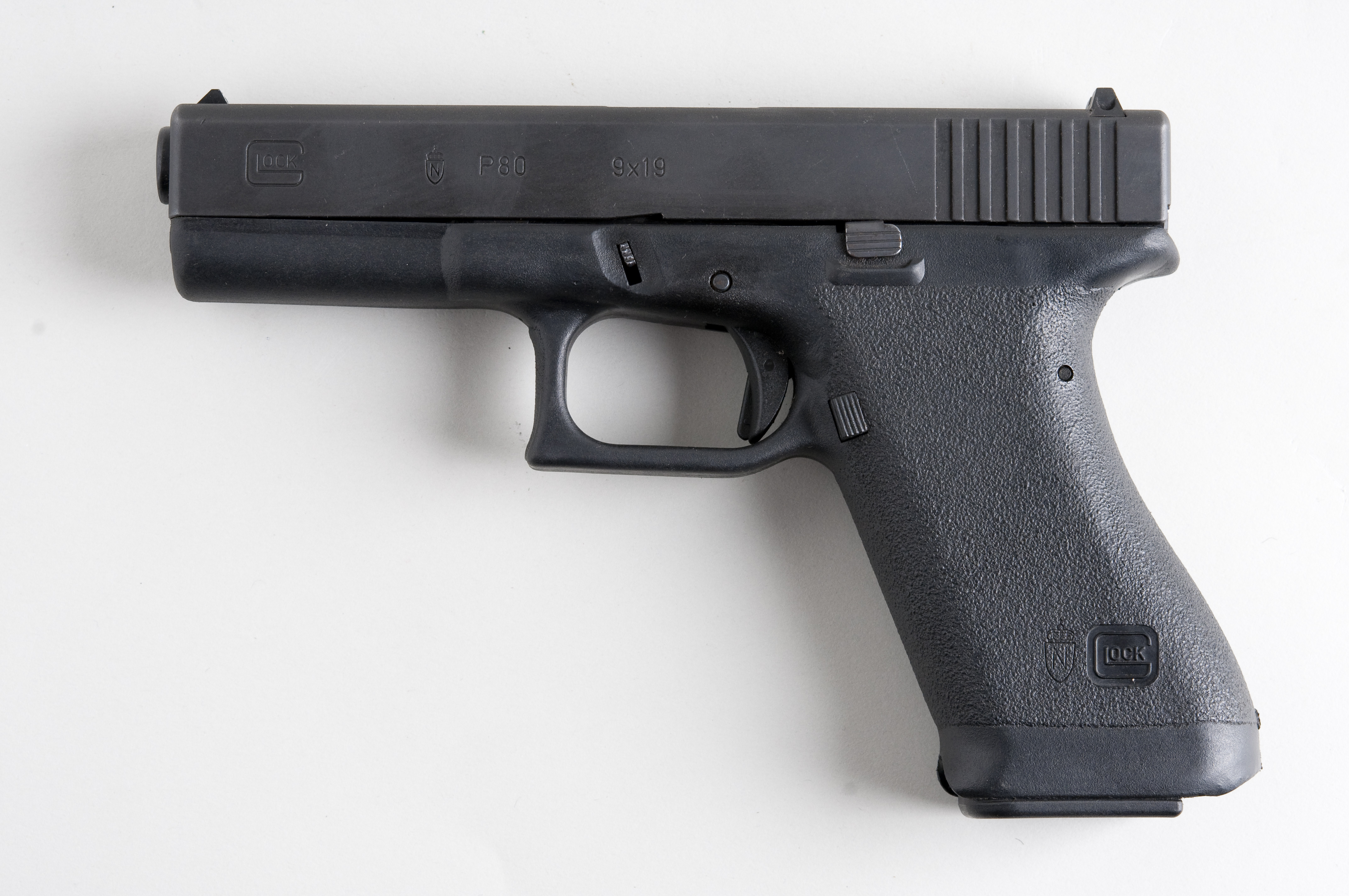
Glock 17

Die Vorteile der Glock 17 lagen darin, dass es sich um eine leichte und robuste Waffe aus vergleichsweise wenigen Teilen und mit einer Magazinkapazität von 17 Schuss handelte. Damit gewann Glock 1982 die Ausschreibung des Bundesheeres vor neun anderen Anbietern. Glock wandelte seine KG in eine GmbH um und baute in Deutsch-Wagram eine Produktionsstätte auf. Durch ihre Konstruktionsweise ließ sich die Glock 17 mit computergesteuerten Maschinen kostengünstig herstellen. Als Waffenproduzent war Glock insbesondere auf dem amerikanischen Markt erfolgreich. Die anfänglich von US-amerikanischen Wettbewerbern als "Tupperware-Knarre" geschmähte Waffe traf bei Polizeibehörden und dem Militär auf eine starke Nachfrage. 1985 gründete Glock in den USA eine Tochtergesellschaft seiner Firma. Eine amerikanische Produktionsstätte entstand in Smyrna (Georgia) und eine weitere 1987 im österreichischen Ferlach. Viele Polizeibehörden und das FBI (ab 2016) sind mit Glock-Waffen ausgestattet. Der amerikanische Journalist Paul Barrett bezeichnete in seinem nicht autorisierten Buch über Glock diesen als „Sam Colt des 20. Jahrhunderts“, weil er das Handfeuerwaffengeschäft in den USA erneuert habe. Der Erfolg auf dem privaten US-amerikanischen Waffenmarkt ist insbesondere durch die dargestellte Verwendung der Waffe in mittlerweile über 200 Filmen befördert worden. Zudem findet die Waffe häufig in der HipHop- und Rap-Musik; speziell im Gangsta-Rap Erwähnung. Das Wort "Glock" wird nach dem Abfrageergebnis in der Songtext Datenbank Lyrics.com insgesamt 97.847 mal verwendet (Stand 2023).
2016 besaß Glock ein Vermögen von schätzungsweise 1,65 Milliarden Euro. Öffentliche Auftritte Glocks waren rar. Beachtung fanden seine Kontakte zu dem Kärntner Landeshauptmann Jörg Haider, mit dem er Mitte Oktober 2000 in Moskau das Werk des russischen Flugzeugherstellers Mikojan-Gurewitsch besichtigte, nachdem Russland angeboten hatte, MiG-29 an Österreich zu liefern. Im Jahr 2002 begleitete er Haider nach Bagdad zu einem Besuch bei Saddam Hussein. Glock dementierte Medienberichte, die ihn mit der FPÖ in Verbindung brachten. Im Mai 2019 kamen im Rahmen der Ibiza-Affäre Mutmaßungen auf, Glock habe einem FPÖ-nahen Verein finanzielle Zuwendungen gemacht.
Neben der Führung seiner eigenen Firma war Gaston Glock von April 2002 bis September 2011 im Aufsichtsrat der Flugsicherungsgesellschaft Austro Control, ab 2004 als Aufsichtsratsvorsitzender. Der damalige FPÖ-Verkehrsminister Mathias Reichhold bestellte ihn in diese Position. In dieser Position folgte ihm Caspar Einem nach. Glock engagierte sich im Pferdesport und finanzierte das Glock Horse Performance Center.
Im März 2012 wurde Glock zum Honorarkonsul des rumänischen Konsulats in Klagenfurt bestellt.

### Mordanschlag
Am 27. Juli 1999 wurde Glock Ziel eines Mordanschlages in der Tiefgarage eines Luxemburger Bürokomplexes. Der Franzose Jacques Pêcheur versuchte, ihn mit einem Hammer zu erschlagen. Er handelte im Auftrag von Charles Ewert („Panama-Charly“), einem ehemaligen Geschäftspartner Glocks. Grund waren Auseinandersetzungen um Glocks Handelsfirma Unipatent S.A. und der Vorwurf der Untreue. Ewert soll nach 1989 bis zu 100 Millionen US-Dollar aus der Glock-Gruppe in eine Reihe ihm zuzurechnender Briefkastengesellschaften geschleust haben. Pêcheur wurde am 12. März 2003 von einem Luxemburger Strafgericht rechtskräftig zu 17 Jahren Haft verurteilt, Ewert zu der Höchststrafe von 20 Jahren.

### Prozesse
Glock ließ wiederholt Personen und Organisationen, die seine Waffengeschäfte kritisch hinterfragten, gerichtlich verfolgen. Er verlor im Februar 2008 eine Ehrenbeleidigungsklage gegen Amnesty International. Amnesty hatte darüber berichtet, dass eine Glock-Waffe in den Besitz eines Rebellen in Darfur gelangt war, und Glock aufgefordert zu klären, wie sie in dessen Hände kommen konnte. Dieser Prozess wurde 2012 auch in letzter Instanz für Amnesty International entschieden.
Gaston Glock hatte drei Kinder mit seiner ersten Frau Helga, die er 1962 heiratete und von der er sich im Juni 2011 nach 49 Jahren Ehe scheiden ließ. Tochter Brigitte kam kurz nach der Heirat zur Welt, drei Jahre später Gaston jun. und ein Jahr später Robert. Im Juli 2011 heiratete er die um 51 Jahre jüngere, aus Velden am Wörther See stammende Kathrin Tschikof, die er 2004 kennengelernt hatte. Seine Frau übernahm später diverse Funktionen in zahlreichen Unternehmen von Glock.
2010 schieden die drei erwachsenen Kinder Glocks aus dem Waffenunternehmen aus: Brigitte (* 1962) eröffnete danach eine Tierhandlung in Langenlois (2014 als Firma wieder gelöscht), Gaston jun. (* 1965) gründete in den USA eine Gesellschaft für Jagdbekleidung, und Robert (* 1969) betreibt Restaurants und Unternehmen in Österreich. Nach der Scheidung 2011 versuchte Helga Glock in mehreren Gerichtsverfahren, die Vermögenswerte zu ihren und ihrer drei Kinder Gunsten neu aufzuteilen und unterstellte, ihre Kinder seien aus dem Unternehmen gedrängt worden.

### Ibiza-Affäre
In einem im Juli 2017 heimlich gefilmten Video, das im Mai 2019 dem Spiegel und der Süddeutschen Zeitung zugespielt wurde, behauptet der damalige FPÖ-Parteivorsitzende Heinz-Christian Strache, dass Milliardäre wie René Benko, Gaston Glock und Heidi Horten sowie der Glücksspielkonzern Novomatic über einen Tarnverein der FPÖ unter Verletzung der Regelungen zur Parteienfinanzierung in Österreich für den Wahlkampf der FPÖ spenden würden. Alle im Video als angebliche Spender genannten Personen und Firmen bestritten noch am selben Tag die Vorgänge.

### Tod
Glock ist drei Tage vor Weihnachten in die Privatklinik Maria Hilf in Klagenfurt eingeliefert worden, in der er am 27. Dezember 2023 im Alter von 94 Jahren verstarb.

## Auszeichnungen
- 2014: Großes Goldenes Ehrenzeichen des Landes Kärnten[40]